# Мост дамбы Макомба (картина Хоппера)
«Мост дамбы Макомба» (англ. Macomb's Dam Bridge) — картина американского художника-реалиста Эдварда Хоппера, написанная в 1935 году. На картине изображён мост через плотину Макомба в Нью-Йорке. В отличие от обычно оживленного движения, художник изобразил тихий и пустой мост. Хранится в коллекции Бруклинского музея в Нью-Йорке. 